# Dalquestia
Genre
Dalquestia est un genre d'opilions eupnois de la famille des Globipedidae.

## Distribution
Les espèces de ce genre se rencontrent aux États-Unis et au Mexique.

## Liste des espèces
Selon World Catalogue of Opiliones (25/04/2021) :
- Dalquestia concho  Cokendolpher, 1984
- Dalquestia formosa  (Banks, 1910)
- Dalquestia grasshoffi  Cokendolpher, 1984
- Dalquestia leucopyga  Cokendolpher & Sissom, 2000
- Dalquestia rothorum  Cokendolpher & Stockwell, 1986
- Dalquestia rugosa  (Schenkel, 1951)

## Étymologie
Ce genre est nommé en l'honneur de Walter Woelbert Dalquest.

## Publication originale
- Cokendolpher, 1984 : « A new genus of North American harvestmen (Arachnida: Opiliones: Palpatores). » Festschrift for Walter W. Dalquest in honor of his sixty-sixth birthday. Midwestern State University, Wichita Falls, p. 27–43.